# Chester Nez
Chester Nez (Chi Chil Tah, Új-Mexikó, 1921. január 23. – Albuquerque, Új-Mexikó, 2014. június 4.) második világháborús amerikai katona volt, aki a tengerészgyalogság navahó kódbeszélőjeként vett részt a Csendes-óceáni hadszíntér több ütközetében. A legelső navahó kódbeszélők közül ő élt a legtovább.